# Heterelmis labra
Heterelmis labra är en skalbaggsart som beskrevs av Horn. Heterelmis labra ingår i släktet Heterelmis och familjen bäckbaggar. Inga underarter finns listade i Catalogue of Life.